# Чукотсько-камчатські мови

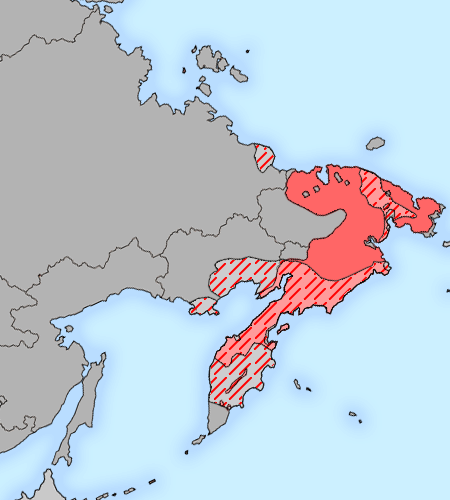
Мапа поширення чукотско-камчатських мов у XVII столітті (приблизно; штрихування) і наприкінці XX століття (суцільний фон).

Чукотсько-камчатські мови — мовна сім'я в північно-східному Сибіру.

## Склад
Сім'я складається з п'яти мов і поділяється на північну та південну гілки.
Мовами чукотсько-коряцької (північної) гілки говорять у Чукотському та колишньому Коряцькому автономних округах. Ця гілка включає чотири близькоспоріднені мови:
- чукотська мова 7742
- керецька мова†
- алюторська мова ~ 2000
- коряцька мова 3019

Керецька мова була поширеною на північному узбережжі Чукотки. Станом на 1997 рік залишалося лише два носії цієї мови — люди похилого віку, до 2005 року ця мова вимерла.
ітельменська (південна) гілка включала такі мови:
- ітельменська мова (західно-ітельменська) ~ 50
- східно-ітельменська мова†
- південно-ітельменська мова†

З них лише західно-ітельменською ще говорять близько 50 осіб на південному заході Камчатки. Інші вимерли наприкінці XVIII століття. Від них збереглися лише фрагментарні записи. Більшість живих носіїв — люди похилого віку.
Всі чукотско-камчатські мови знаходяться під впливом російської мови, оскільки більшість носіїв цих мов володіють російською мовою краще, ніж своєю рідною.

## Проблема генетичної спорідненості
Деякі дослідники (А. П. Володін, І. С. Вдовін, Д. Уорт) заперечують генетичну спорідненість між чукотсько-коряцькою та ітельменською мовами. На їхню думку, подібності між цими групами пояснюються інтенсивними
контактами, під час яких ітельменська мова запозичила значну частину лексики та морфології з чукотско-коряцьких мов, зберігши при цьому особливості власної фонетики та синтаксису: відсутність інкорпорації, наявність глотталізованих приголосних, можливість скупчень приголосних, номінативний лад. Однак передбачувані запозичення відносяться до таких стійких структур мови, як базова лексика зі 100-слівного списку Сводеша та дієслівні афікси. Тому прихильники генетичної спорідненості вважають, що мова йде не про запозичення, а про існування єдиної
чукотсько-камчатської прамови, відмінності ж пояснюються субстратним впливом якоїсь невідомої мови на праітельменську. Можлива
реконструкція загальної чукотсько-камчатської лексики: існує вже два етимологічних словники чукотско-камчатських мов М. Фортеск'ю та О. Мудрака). При деяких відмінностях у деталях, загалом вони не суперечать один одному.

## Зв'язок з іншими мовними сім'ями
Чукотсько-камчатські мови зазвичай включають до складу палеоазійських мов, хоча це поняття і не припускає генетичної спорідненості між мовами які до них належать.
Джозеф Грінберг висунув гіпотезу про існування євроазійської макросім'ї мов, до якої він приписав і чукотсько-камчатські мови, а також юкагірські мови та Нівхська мова. Це припущення залишається спірним, оскільки Грінберг для порівняння мов використовував свій власний метод масового порівняння лексики, а не загальноприйнятий порівняльно-історичний метод.
Можна помітити деяку типологічну подібність до ескімосько-алеутських мов (характерною рисою як чукотско-камчатських (крім ітельменскої), так і ескімосько-алеутських мов є інкорпоруючий (полісинтетичний) лад), однак на рівні морфології схожість незначна. М. Фортеск'ю включає чукотсько-камчатські мови в
урало-сибірську сім'ю, хоча й не з повною впевненістю.